# Aïllament sísmic

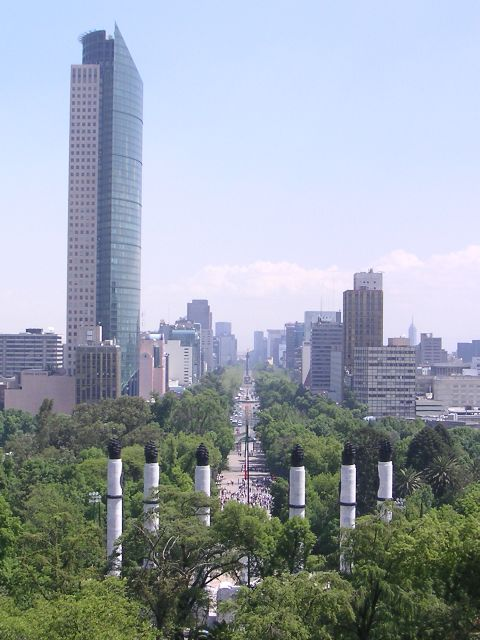
Torre Major va ser el primer gratacel en el món en comptar amb amortidors sísmics, compta amb 98 amortidors que alliberen silici per dissipar l'energia devastadora d'un terratrèmol, és considerat l'edifici més fort del planeta.

L'aïllament sísmic és una col·lecció d'elements estructurals per desconnectar una superestructura de l'edifici d'un terreny en moviment i protegir la integritat de l'edifici. L'aïllament sísmic és una eina de gran abast de l'enginyeria antisísmica.

## Característiques
L'aïllament de base és l'eina més potent de l'enginyeria sísmica permetent un control passiu de la vibració de l'estructura. Aquesta eina és capaç de protegir a una estructura (edificada per l'home o no) de l'efecte devastador de l'impacte sísmic a través d'un disseny inicial apropiat o dels seus conseqüents modificacions. En alguns casos, l'aplicació d'aïllament de base pot incrementar la seva resistència al sisme considerablement. Contràriament a la creença popular l'aïllament de base no fa a l'edifici a prova de terratrèmols. En l'actualitat la tècnica està aconseguida per a qualsevol tipus d'edifici, fins i tot edificis més alts i flexibles.
Els sistemes d'aïllament de base consisteixen en unitats d'aïllament amb components d'aïllament o sense, on:
- Les unitats d'aïllament  són elements bàsics de l'aïllament de base que s'encarreguen d'exercir l'efecte de desacoblament entre l'edifici i la fonamentació.
- Els components d'aïllament  són la connexió entre les unitats d'aïllament i les parts que no estan desacoblades.

Per la seva resposta a l'impacte del terratrèmol, totes les  unitats d'aïllament  poden ser dividides en dues categories bàsiques:  unitats a tallant  and  sliding units . La primera evidència d'arquitectes usant el principi d'aïllament de base va ser descoberta a Pasàrgada, una antiga ciutat de Pèrsia, ara l'Iran.
Aquesta tecnologia pot ser utilitzada en el disseny estructural i també es pot realitzar en edificis ja existents. N'hi ha prou amb crear una planta per donar-li rigidesa, el que seria un diafragma on assentar els aïlladors i reservar un espai per als previsibles desplaçaments dels edificis. Exemples d'edificis que estan muntant aïlladors són els ajuntaments de San Francisco, Salt Lake City, Los Angeles, la Torre Llatinoamericana, Torre Pemex i Torre Major a la Ciutat de Mèxic.

## Edificis aïllats

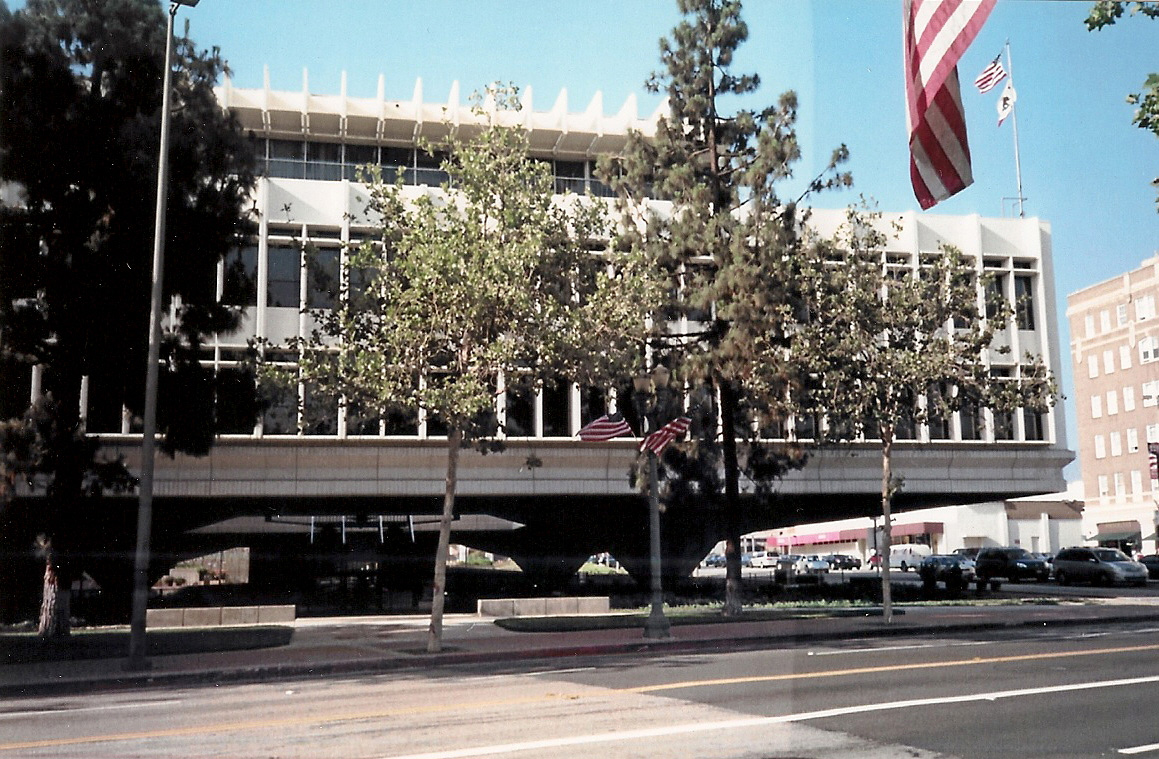
Edifici de Serveis Municipals, Glendale
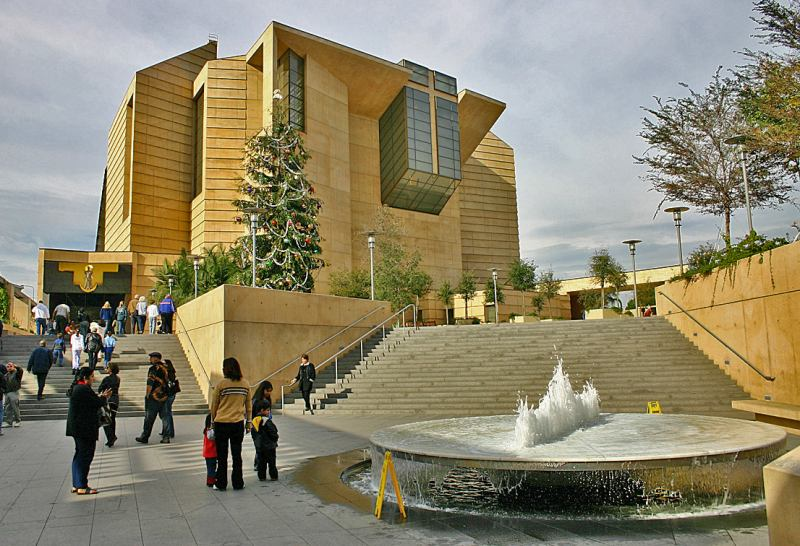
La Catedral de La nostra Senyora de Los Angeles, en Los Angeles, Califòrnia
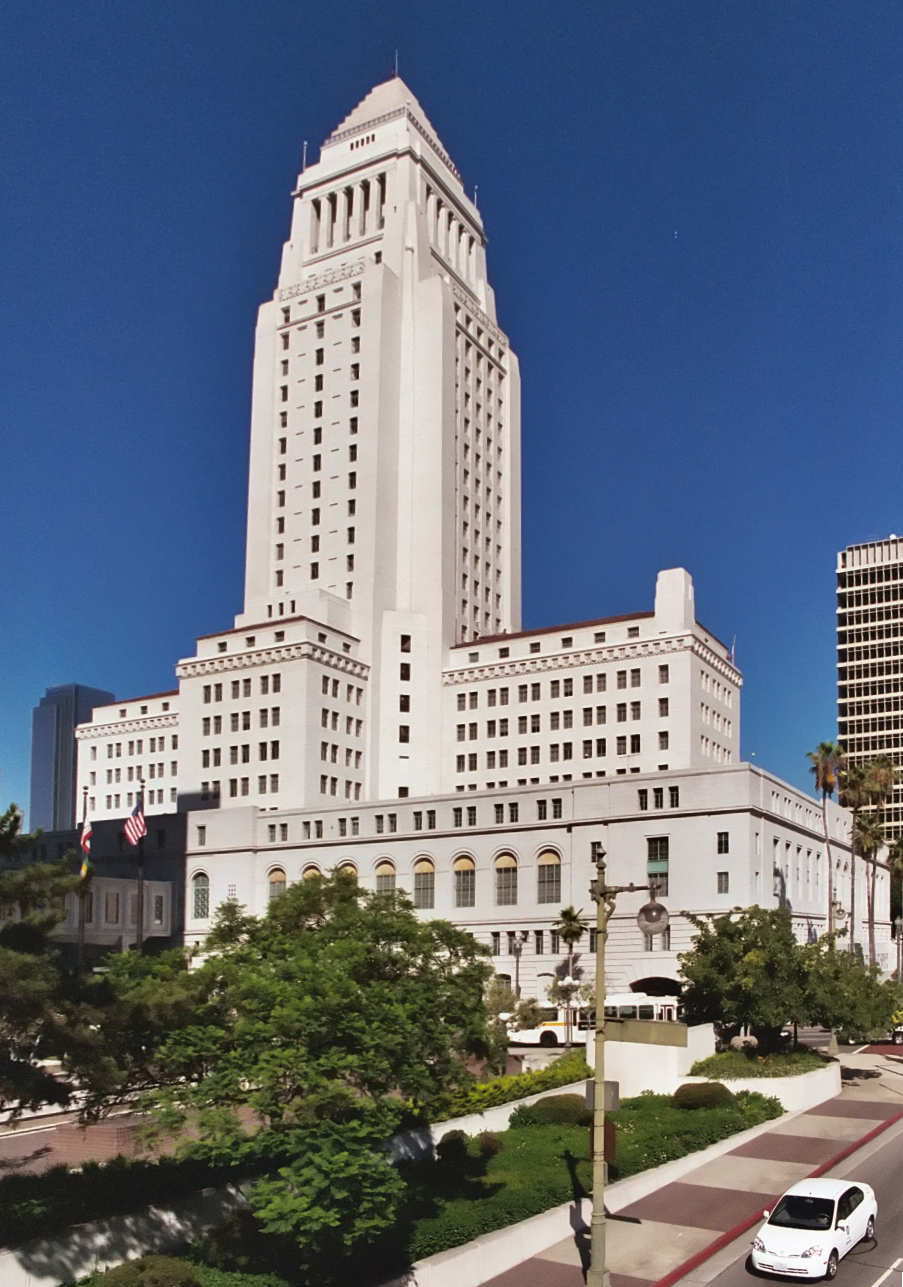
Ajuntament de Los Angeles
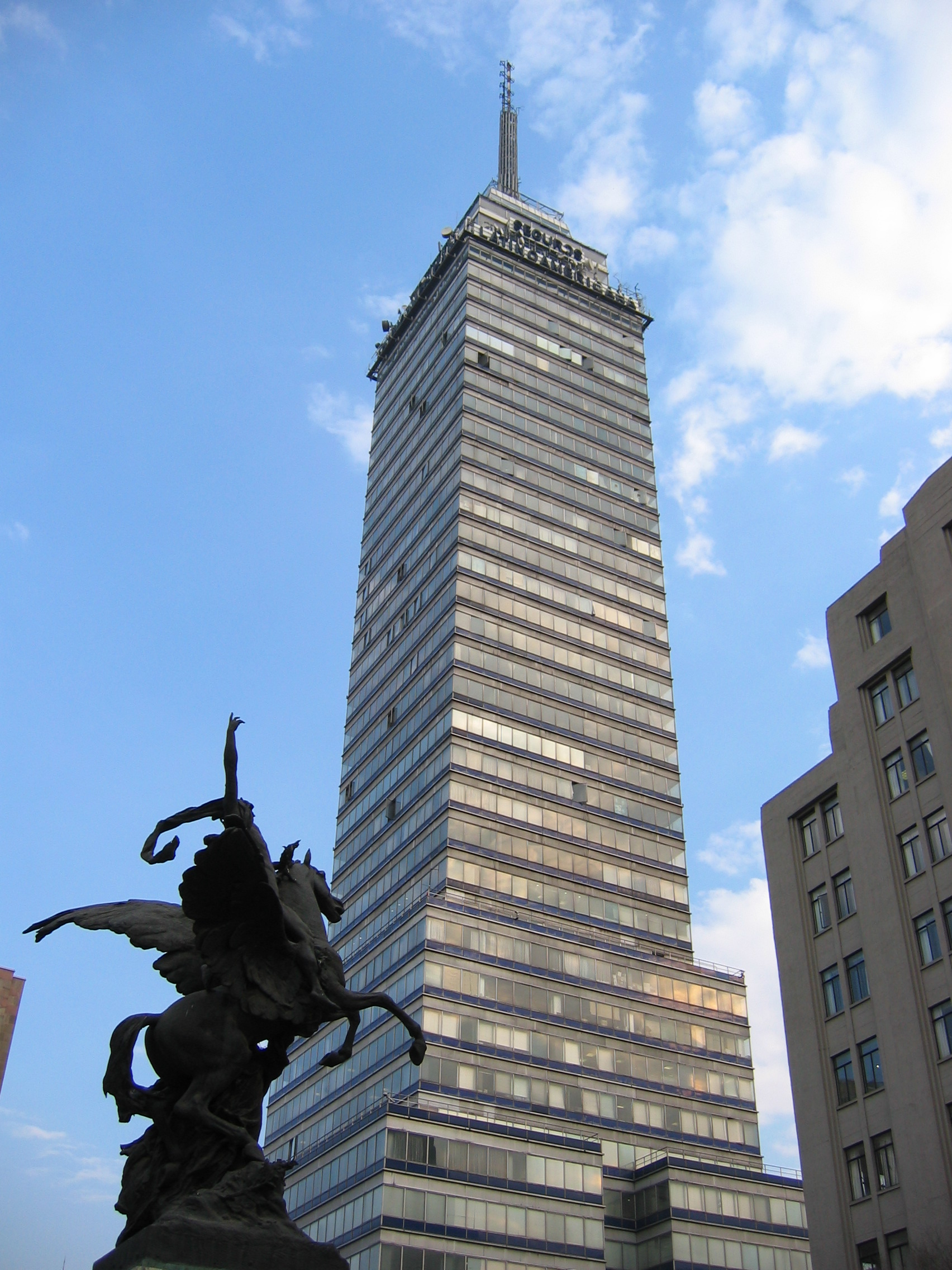
Torre Llatinoamericana a la Ciutat de Mèxic.
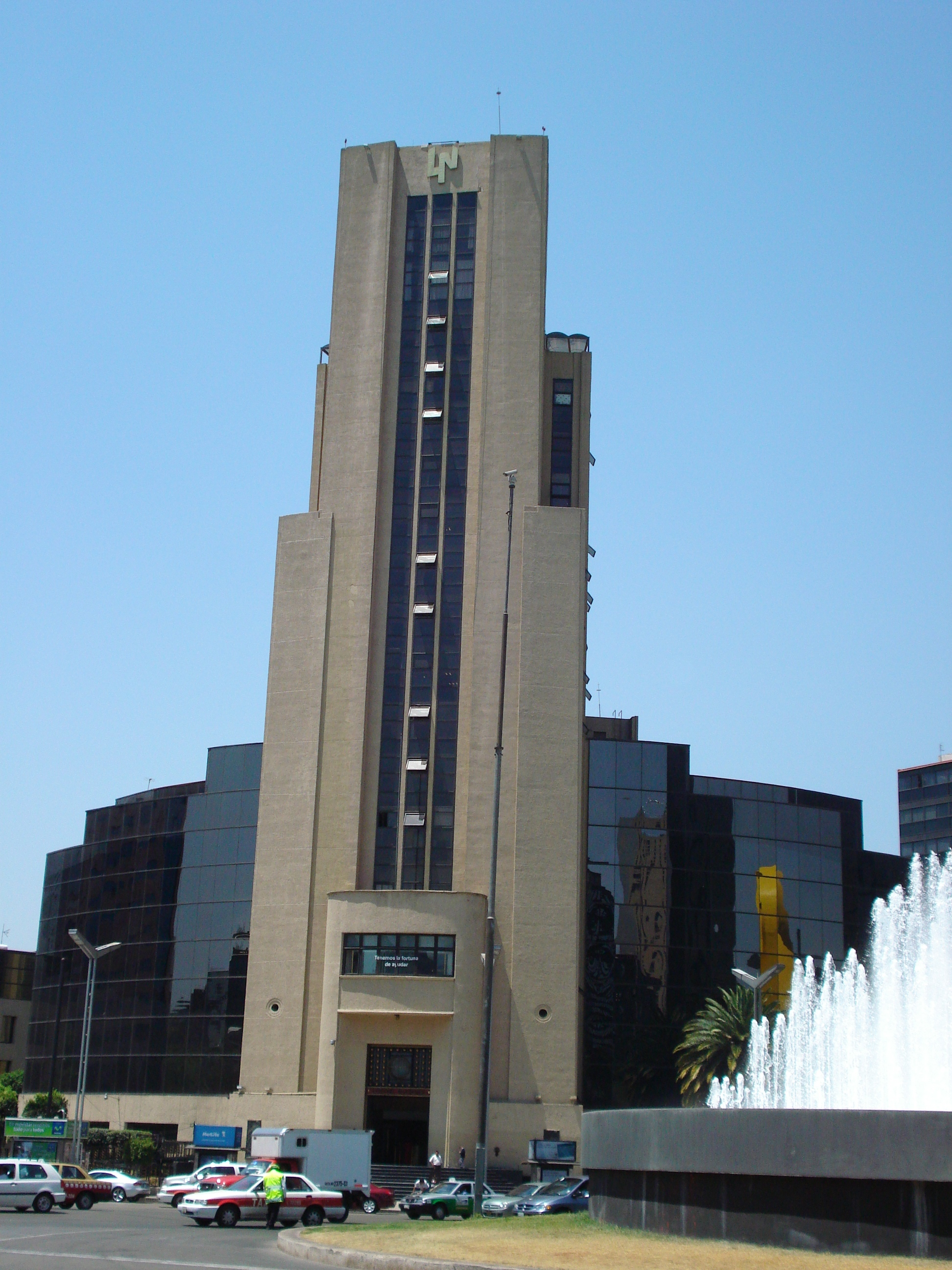
Edifici El Moro a la Ciutat de Mèxic, va ser dotat amb el primer sistema de Flotació Elàstica en un edifici.
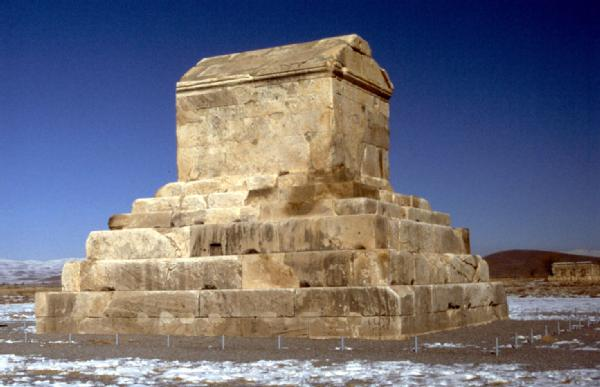
Tomba de Cir, l'edifici més antic aïllat en base del món.